# مظهرالاسلام هیمل
مظهرالاسلام هیمل (بنگالی: মাজহারুল ইসলাম হিমেল؛ زادهٔ ۱۶ سپتامبر ۱۹۸۸) بازیکن فوتبال اهل بنگلادش است.
از باشگاه‌هایی که در آن بازی کرده است می‌توان به باشگاه فوتبال شیخ جمال دانموندی اشاره کرد.
وی همچنین در تیم‌های ملی فوتبال زیر ۲۳ سال بنگلادش، و بنگلادش بازی کرده است.
وی در مسابقات کشوری و بین‌المللی در مجموع برندهٔ ۱ مدال طلا شده است.